# Јаготин
Јаготин (укр. Яготин) град је Украјини у Кијевској области. Према процени из 2022. у граду је живело 19.000 становника.

## Становништво
Према процени, у граду је 2012. живело 20.501 становника.
| 1979.  | 1989.  | 2001.  | 2012.  |
| ------ | ------ | ------ | ------ |
| 22.417 | 25.278 | 23.659 | 20.501 |